# Pozitivizam
Pozitivizam je smjer u filozofiji i teoriji znanosti koji sve zasniva na činjenicama, a negira svaku metafiziku, te izbjegava objašnjenje i stvaranje hipoteza.

## Pregled
Konture pozivitizmu postavio je francuski filozof Auguste Comte, koji je od Saint-Simona preuzeo ideju o tri razdoblja ili stupnja kroz koja čovječanstvo prolazi u potrazi za izvjesnom spoznajom. Prvi stupanj je teološki, i na toj razini je identificiran predmet traženja, ali su intelektualni resursi nedostatni te tragač pribjegava mašti, uvodeći vrhunaravna bića i fenomene tumači intervencijama tih bića. Druga etapa je metafizička i karakterizira je zamjena božanstava apstraktima, dakle idejama. Konačno, treća stuba je pozitivizam, kad ljudski duh postaje svjestan vlastite limitiranosti, nemogućnosti saznavanja krajnjih istina i, sukladno otkrivenom, napušta prethodno postavljene ciljeve i okreće se propitivanju stvarnosti na objektivnim i provjerljivim referencama, koje treba povezati u jedinstveni sustav. Metafizičke pojmove Conte prepušta religiji, pjesništvu i sličnim oblicima duhovnosti.
Najutjecajniji pokušaj primjene metodologije prirodnih znanosti na sociologiju poznat je pod nazivom pozitivizam. To se odnosi na to da su mnogi sociolozi vjerovali da je moguće stvoriti znanost o društvu na istim načelima i postupcima kao i prirodne znanosti (kemija, biologija). Najvažniji sociolog zaslužan za izum naziva sociologija, te jedan od osnivača discipline je Auguste Comte (1798. – 1857.). Prema njemu evolucija društva slijedi "nepromjenjive zakone", što znači da ljudsko ponašanje identično nepromjenjivom ponašanju materije - atoma i čestica.
Temeljna pretpostavka pozitivističkog pristupa je da se ponašanje ljudi, poput ponašanja materije, može objektivno mjeriti. Objektivno mjerenje vrši se opažanjem ponašanja, na temelju kojeg se mogu stvarati iskazi o uzrocima i posljedicama ponašanja. Pozitivistički pristup posebno stavlja naglasak na ponašanje koje se može izravno opažati. Tvrdi da faktori koje se ne može izravno opažati, poput osjećaja, nisu posebno važni i mogu zavaravati.
Začetnik pozitivističke teorije u sociologiji je Auguste Comte, koji je smatrao da se društveni fenomeni mogu proučavati koristeći metode poznate iz prirodnih znanosti. Stoga je skovao naziv pozitivna fizika, a njegov je pristup kasnije postao poznat kao pozitivizam.

## Pretpostavke
Pozitivistički pristup u sociologiji polazi od sljedećih pretpostavki:
1. Nudi radikalnu alternativu svim dotadašnjim filozofskim mišljenjima i idejama
2. Kritizira feudalni poredak ispunjen krutom i beživotnom pretpostavkom koju će zamijeniti racionalna misao i iskustvene činjenice
3. Egzaktnost, praktičnost i konstruktivnost svakog pozitivističkog stava ogleda se u operacionalizaciji i iskustvenoj verifikaciji
4. Zahvaljujući prisustvu pozitivne znanosti, tehnička pitanja se lakše rješavaju
5. Svojom znanstvenom neutralnošću jasno razgraničava naučno od ideološkog
6. Po uzoru na prirodne znanosti koristi egzaktnu preciznu metodu u proučavanju čovjeka i društva i tako dolazi do činjenica temeljenih na iskustvenom materijalu;
7. Sadržaji vrijednosnih sudova i normativnih iskaza ne mogu se iskustveno provjeriti i praktično primijeniti zbog njihove neznanstvene valjanosti.